# Justo Chermont
Justo Pereira Leite Chermont (Belém, 27 de junho de 1857 — 2 de abril de 1926) foi um advogado, jornalista e político brasileiro, filho de Antônio Lacerda de Chermont, visconde de Arari, e Catarina Pereira Leite Chermont.
Participou do movimento republicano no seu estado. Foi deputado provincial em 1880. Com o advento da república foi escolhido governador do estado do Pará, de 17 de dezembro de 1889 a 7 de fevereiro de 1891; ainda na presidência do marechal Deodoro da Fonseca foi seu Secretários dos Negócios Estrangeiros, de  26 de  fevereiro a 23 de novembro de 1891. Foi senador durante um longo período (1894-1900; 1900-1909; 1921-26). Tentou, sem sucesso, a vice-presidência da república, nas eleições de 1902, na chapa republicana dissidente de Quintino Bocaiúva, apoiado pelos Partidos Republicanos do Pará, Pernambuco e pelo Partido Republicano Fluminense.
Justo Pereira Leite Chermont era filho de Antônio Lacerda Chermont e de Catarina Leite Chermont. Seu pai recebeu o título de visconde de Arari e foi o primeiro vice-presidente da província do Pará, no período de 1866 a 1868. Seu irmão, Pedro Leite Chermont, foi constituinte de 1891 e deputado federal pelo Pará, nos períodos 1891-1893 e 1897-1902.